# Komitet Nauk Historycznych Polskiej Akademii Nauk
Komitet Nauk Historycznych Polskiej Akademii Nauk – jednostka organizacyjna Polskiej Akademii Nauk.
Działalnością Komitetu kieruje 7-osobowe prezydium.

## Skład komitetu na kadencję 2024–2027
- Daniel Boćkowski
- Bogusław Dybaś
- Tadeusz Epsztein
- Maciej Górny
- Piotr Guzowski
- Violetta Julkowska
- Małgorzata Karpińska
- Jarosław Kita
- Barbara Klich-Kluczewska
- Jarosław Kłaczkow
- Andrzej Korytko
- Cezary Kuklo
- Anna Landau-Czajka – przewodnicząca
- Krzysztof Makowski
- Włodzimierz Mędrzecki
- Janusz Mierzwa
- Beata Możejko
- Joanna Nalewajko-Kulikov
- Łukasz Niesiołowski-Spanò
- Andrzej Rachuba
- Tomasz Schramm
- Katarzyna Sierakowska
- Dariusz Stola
- Wojciech Tygielski
- Tomasz Wiślicz-Iwańczyk
- Rafał Wnuk
- Beata Wojciechowska
- Joanna Wojdon
- Filip Wolański
- Mariusz Wołos
- Leszek Zasztowt[1]

- Członkowie PAN
  - Ewa Domańska
  - Arkadiusz Marciniak
  - Michał Tymowski
  - Marcin Wodziński

## Skład komitetu na kadencję 2020–2023
- Zbigniew Anusik
- Teresa Chynczewska-Hennel
- Bożena Czwojdrak
- Bogusław Dybaś
- Małgorzata Karpińska
- Norbert Kasparek
- Jarosław Kita
- Barbara Klich-Kluczewska
- Jarosław Kłaczkow
- Danuta Konieczka-Śliwińska
- Wojciech Kriegseisen
- Cezary Kuklo
- Dariusz Kupisz
- Anna Landau-Czajka
- Krzysztof Makowski
- Krzysztof Mikulski – przewodniczący
- Beata Możejko
- Jan Pomorski
- Andrzej Rachuba
- Tomasz Schramm
- Katarzyna Sierakowska
- Urszula Sowa
- Jerzy Sperka
- Łukasz Sroka
- Dariusz Stola
- Wojciech Tygielski
- Tomasz Wiślicz-Iwańczyk
- Rafał Wnuk
- Beata Wojciechowska
- Joanna Wojdon[2]
- Członkowie PAN i AMU
  - Prof. dr hab. Ewa Domańska (Uniwersytet im. Adama Mickiewicza w Poznaniu)
  - Prof. dr hab. Andrzej Friszke (Instytut Studiów Politycznych Polskiej Akademii Nauk)
  - Prof. dr hab. Adrian Jusupović (Instytut Historii im. Tadeusza Manteuffla Polskiej Akademii Nauk)
  - Prof. dr hab. Antoni Sułek (Uniwersytet Warszawski)
  - Prof. dr hab. Michał Tymowski (Uniwersytet Warszawski)

## Prezydium Komitetu wybranego w 2012 roku
- prof. Krzysztof Mikulski, przewodniczący
- prof. Michał Tymowski, zastępca przewodniczącego
- prof. Stanisław Sierpowski, zastępca przewodniczącego
- prof. Cezary Kuklo, sekretarz naukowy
- prof. Stanisław Tadeusz Sroka
- prof. Włodzimierz Stępiński
- prof. Małgorzata Willaume[3]

## Inni członkowie Komitetu wybrani w 2012 roku
- prof. Józef Borzyszkowski
- prof. Zdzisław Budzyński
- prof. Marek Cetwiński
- prof. Teresa Chynczewska-Hennel
- prof. Zofia Chyra-Rolicz
- prof. Anna Filipczak-Kocur
- prof. Mateusz Goliński
- prof. Kazimierz Karolczak
- prof. Andrzej Klonder
- prof. Maria Koczerska
- dr hab. Michał Kopczyński
- prof. Wojciech Kriegseisen
- mgr Stanisław Lenard
- prof. Krzysztof Makowski
- prof. Karol Modzelewski
- prof. Jadwiga Muszyńska
- ks. prof. Józef Naumowicz
- prof. Eugeniusz Niebelski
- prof. Czesław Osękowski
- prof. Idzi Panic
- prof. Henryk Samsonowicz
- ks. prof. Bogdan Stanaszek
- dr hab. Władysław Stępniak
- prof. Rafał Stobiecki
- prof. Sobiesław Szybkowski
- prof. Janusz Tandecki
- prof. Krzysztof Tarka
- prof. Janusz Tazbir (zmarł w 2016)
- prof. Jakub Tyszkiewicz
- prof. Andrzej Walicki
- prof. Wiesław Władyka[4]

## Członkowie Komitetu Nauk Historycznych PAN w kadencji 2015–2018
- Zbigniew Anusik
- Wojciech Drelicharz
- Jerzy Eisler
- Andrzej Friszke
- Radosław Gaziński
- Mateusz Goliński
- Waldemar Graczyk
- Grzegorz Jawor
- Norbert Kasparek
- Tomasz Kizwalter
- Andrzej Klonder
- Jarosław Kłaczkow
- Wojciech Kriegseisen
- Cezary Kuklo
- Krzysztof Makowski
- Marek Masnyk
- Włodzimierz Mędrzecki
- Roman Michałowski
- Krzysztof Mikulski
- Karol Modzelewski
- Zbigniew Niebelski
- Czesław Osękowski
- Marek Przeniosło
- Andrzej Rachuba
- Henryk Samsonowicz
- Tomasz Schramm
- Wojciech Skóra
- Leszek Słupecki
- Jerzy Sperka
- Tadeusz Srogosz
- Sobiesław Szybkowski
- Michał Tymowski
- Jakub Tyszkiewicz
- Janusz Tazbir
- Andrzej Walicki
- Mariusz Wołos

Źródło: Skład

## Prezydium Komitetu Nauk Historycznych PAN w kadencji 2015–2018
- Tomasz Schramm przewodniczący
- Cezary Kuklo zastępca przewodniczącego
- Krzysztof Mikulski zastępca przewodniczącego
- Mariusz Wołos sekretarz naukowy
- Krzysztof Makowski
- Włodzimierz Mędrzecki
- Sobiesław Szybkowski

Źródło: Prezydium